# Освобождение на Париж
Освобождението на Париж (на френски: Libération de Paris) е битка от Втората световна война, провела се от 19 до 25 август 1944 г., когато германският гарнизон във френската столица се предава.
Париж, както и северните и западните части на Франция, са окупирани от Нацистка Германия след подписването на Компиенското примирие на 22 юни 1940 г. Освобождението на града започва, когато въоръжени сили на френската съпротива организират въстание срещу германския гарнизон с наближаването на американската 3-та армия под ръководството на генерал Джордж Патън. През нощта на 24 август части на френската 2-ра бронирана дивизия на генерал Филип Льоклер дьо Отклок влизат в Париж, пристигайки при Парижката община малко преди полунощ. На сутринта, останалите части от дивизията и американската 4-та пехотни дивизия навлизат в града. Дитрих фон Холтиц, командващ немския гарнизон в Париж, се предава. Впоследствие пристига генерал Шарл дьо Гол от френската армия и поема контрол над града в качеството си на ръководител на Временното правителство на Френската република.

## Прелюдия
Макар стратегията на Съюзниците да набляга върху унищожаването на германските сили, изтеглящи се към река Рейн, въоръжените елементи на френската съпротива, предвождани от Анри Рол-Танги, подготвят въстание в Париж. Тъй като все още се води битката във Фалезкия чувал (12 – 21 август 1944 г.), генерал Дуайт Айзенхауър не разглежда освобождението на Париж като главна цел. Основна цел на американските сили в Европа е да унищожат германските сили и да приключат войната в Европа, което би им позволило да концентрират всичките си усилия в Тихоокеанския театър на военните действия.
Когато френската съпротива се надига срещу германския гарнизон в Париж на 15 август, Айзенхауър смята този ход за преждевременен, знаейки че Адолф Хитлер е наредил на германските войски да унищожат града напълно в случай на съюзническо настъпление. Освен това, Айзенхауър се опитва да избегне продължителна и изморителна битка. В случай на обсада, ще са нужни големи количества ежедневни храна и провизии за парижани – ресурси, които са нужни и по другите фронтове.
От друга страна, Шарл дьо Гол се опасява, че с освобождаването на града от съюзническите сили, той ще бъде управляван от военно правителство на Съюзниците. Такава администрация вече е запланувана от американския щаб и одобрена от американския президент Франклин Рузвелт, но Айзенхауър се обявява против нея. Въпреки това, когато Дьо Гол научава, че френската съпротива се е опълчила срещу германските окупатори, той иска да избегне печалната съдба на Варшавското въстание и призовава за незабавна фронтална атака.
На 15 август 1944 г. в североизточното предградие Пантен 1654 мъже и 546 жени, все политически затворници, са изпратени в концлагерите Бухенвалд и Равенсбрюк в хода на последния конвой към Германия. Още на същия ден избухва стачка на служителите на парижкото метро, жандармерията и полицията, а на следващия ден към тях се присъединяват и пощенските работници. Към 18 август стачката прераства в общонародна.
На 17 август, опасявайки се, че германците поставят експлозиви на стратегически места из града, началникът на общинския съвет Пиер Тетенже се среща с началника на германския гарнизон Дитрих фон Холтиц. Когато Холтиц им казва, че цели да забави възможно най-много съюзническото настъпление, Тетенже и шведският консул Раул Нордлинг се опитват да го убедят да не разрушава Париж.

## Битка и освобождение
След битката за Нормандия, населението из цяла Франция научава за съюзническото настъпление към Париж. На 19 август 1944 г., продължавайки отстъплението си на изток, колона от немски коли преминава по Шанз-Елизе. По това време из града вече са разлепени множество плакати от френската съпротива, призоваващи за обща мобилизация на парижани (полицията, републиканската гвардия, жандармерията, както и патриотичните мъже на възраст от 18 до 50 г. и способни да носят оръжие) в борбата срещу окупатора. Други плакати обявяват, че „победата е близо“ и че ще има „наказания за предателите“. Те са подписвани от Парижкия освободителен комитет в сътрудничество с Временното правителство на Френската република и под заповедите на регионалния началник на френската съпротива Анри Рол-Танги. Скоро започва първата схватка между французите и германските войници. В предградието Пантен е детонирана баржа с мини от германците, взрива от която подпалва мелниците за брашно на Париж.
На 20 август започва да се появяват барикади из града, а бойците на съпротивата се организират в подготовка за обсада. Позиционират се камиони, отрязват се дървета, а паветата от тротоарите се изкопават, за да се използват за укрепяване на барикадите. В подготовката се включват мъже, жени и деца, като са навигирани от дейците на съпротивата.
Бойните действия достигат връх на 22 август, когато някои германски части се опитват да напуснат укрепените си позиции. В 9 часа сутринта на 23 август, по заповед на Холтиц, германските войски откриват огън по държания от съпротивата дворец Гран Пале, а немски танкове започват да обстрелват барикадите по улиците. Адолф Хитлер дава заповед да се нанесат максимални щети по града.
Оценено е, че в хода на схватките загиват между 800 и 1000 бойци на съпротивата, а още около 1500 са ранени.
На 24 август, забавен от военните действия и лошото състояние на пътищата, френският генерал Филип Льоклер дьо Отклок, командир на 2-ра бронирана дивизия, включваща американски танкове М4 Шърман, не се подчинява на началника си, американския генерал-майор Леонард Героу, и изпраща войски в Париж със съобщението, че цялата дивизия ще пристигне още на следващия ден.
Малко след 9 часа вечерта на 24 август 1944 г. 9-а рота от Чадския маршеви полк, съставена от общо 160 души, 146 от които испанци, достига центъра на Париж и влиза в схватка с германските войски там. На сутринта на следващия ден пристига и американската 4-та пехотна дивизия под командването на Реймънд Бартън. Тя покрива десния фланг на френската 2-ра бронирана дивизия и завива на изток при площада на Бастилията, поемайки в посока Венсенския лес. Следобеда пристигат британски командоси от юг и започват да претърсват сградите за разузнаване, а по-късно превземат бившата щаб-квартира на адмирал Карл Дьониц в замъка Шато дьо ла Мюет в западната част на града.
Впоследствие 9-а рота предприема настъпление към Камарата на депутатите, хотела Мажестик и площада Конкорд. В 15:30 часа на 25 август германският гарнизон в Париж се предава, а Съюзниците приемат Холтиц като военнопленник.
2-ра бронирана дивизия губи 71 души. Материалните им загуби включва 35 танка, 6 самоходни оръдия и 111 моторни превозни средства.
Въпреки многократните заповеди на Хитлер френската столица да не попада в ръцете на врага, освен в състояние на пълна разруха, Холтиц се предава и е държан в плен до април 1947 г. В свои мемоари от 1950 г. се описва като спасител на Париж.
Веднага след предаването на германците, президентът на Временното правителство на Френската република Шарл дьо Гол се нанася във Военното министерство, а след това изнася пламенна реч пред тълпата пред общината.
На 26 август 2-ра бронирана дивизия преминава в парад по Шанз-Елизе. Няколко германски снайперисти все още се намират в Париж и откриват огън от покрива на хотел Крийон по тълпите, докато Шарл дьо Гол наближава площада Конкорд.
На 29 август американската 28-а пехотна дивизия, която се събира в Булонския лес на предишния ден, изнася парад до Триумфалната арка, а след това по Шанз-Елизе. Радостните тълпи поздравяват парадните войски.

## Последици
С освобождаването на Париж става ясно, че запасите на храна в Париж намаляват с всеки изминал ден. Френската железопътна мрежа е като цяло разрушена от съюзническите бомбардировки, така че транспортът на храната се е превърнал в сложна задача, особено след като германците вземат със себе си много от ресурсите на Париж. Околните градове и села започва да организират многобройни доставки за столицата. Решено е да се внасят по 2500 тона храна на ден за сметка на военните разходи. Хранителни доставки идват от Великобритания (500 тона на ден) и от САЩ (500 тона на ден). Нужни са десет дни, за да се преодолее хранителната криза.
Въстанието в Париж придава на новооснованото френско правителство и президента му, Шарл дьо Гол, достатъчно престиж и авторитет, за да основе временна френска република. Тя заменя режима от Виши (1940 – 1944) и обединява политически разделената френска съпротива, събирайки голисти, националисти, комунисти и анархисти в новото правителство. Дьо Гол подчертава ролята на французите в освобождението. Той разширява „дълга за война“ на французите до настъпление в страните от Бенелюкс и Германия. На 28 август бойците от съпротивата са включени във възстановената френска армия.
И макар Париж да е освободен, в други части на Франция продължават ожесточени боеве. Голяма част от страната все още е окупирана дори след края на операция „Драгун“ на 14 септември 1944 г. в югозападната част на Франция. Сраженията продължават в Елзас и Лотарингия чак до началото на 1945 г.

## Галерия
- Генерал Шарл дьо Гол и антуражът му гордо вървят по Шанз-Елизе към Te Deum церемония в Парижката Света Богородица след освобождаването на града, 25 август 1944 г.
- Британски военен фотограф целува дете пред аплодиращата тълпа в Париж, 26 август 1944 г.
- Докато съюзническите войски влизат в Париж на 26 август, тълпите при площада Конкорд се укриват от останалите неколцина германски снайперисти в Париж.
- Парадът на американската 28-а пехотна дивизия на Шанз-Елизе, 29 август 1944 г.
- Американски войници гледат към френския трикольор, развяващ се от Айфеловата кула.